# Fodina hayesi
Fodina hayesi är en fjärilsart som beskrevs av Pierre E.L. Viette 1981. Fodina hayesi ingår i släktet Fodina och familjen nattflyn. Inga underarter finns listade i Catalogue of Life.